# Oreomanes
Oreomanes is een monotypisch geslacht van zangvogels uit de familie Thraupidae (tangaren). De enige soort:
- Oreomanes fraseri - reuzenspitssnavel